# Skulpturen von Malatya

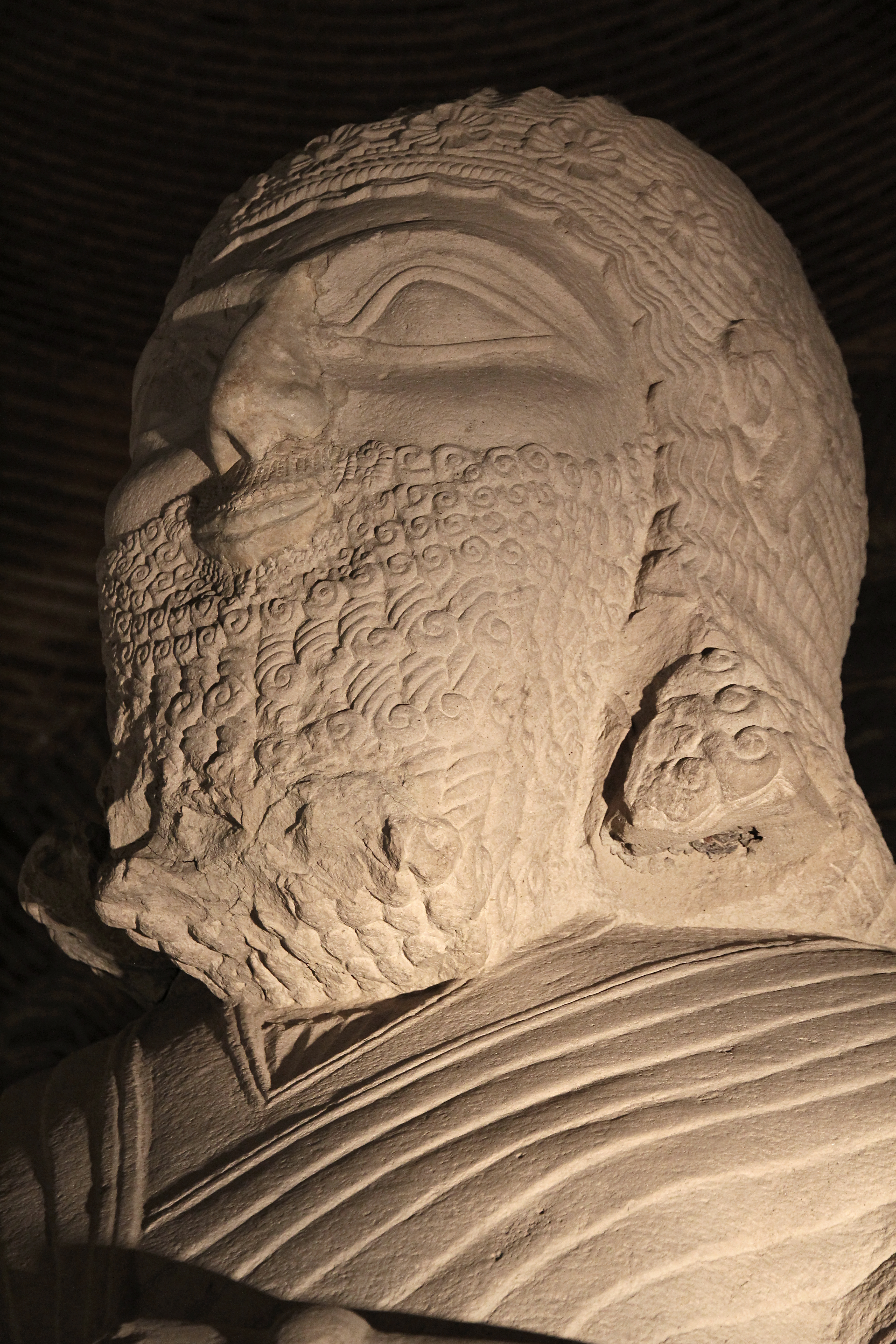
Statue eines Herrschers von Melid im Museum Ankara, vermutlich König Mutallu von Kummuḫ

Die Skulpturen von Malatya, auch Skulpturen von Arslantepe, sind eine Gruppe von Steinkunstwerken, bestehend aus einer kompletten und anderen fragmentierten Statuen, mehreren Löwenskulpturen und zahlreichen Orthostaten, die mit Reliefs und zum Teil mit Inschriften in luwischen Hieroglyphen versehen sind. Sie stammen alle vom Siedlungshügel Arslantepe, der etwa sechs Kilometer nordöstlich der türkischen Provinzhauptstadt Malatya in Ostanatolien liegt, oder aus dessen Umgebung und sind vermutlich im 12. bis 8. Jahrhundert v. Chr. entstanden. Der Ort war damals das Zentrum des späthethitischen Königreichs Melid. Der größte Teil der Werke wird mit dem dortigen Löwentor in Verbindung gebracht, einer späthethitischen Toranlage, die vom 12. bis ins 8. Jahrhundert v. Chr. existierte und in den 1930er Jahren ausgegraben wurde. Der überwiegende Teil befindet sich im Museum für anatolische Zivilisationen in Ankara, ein kleinerer Teil im Archäologischen Museum Malatya und eins der Reliefs ist im Louvre in Paris ausgestellt. Die Bildwerke sind gesammelt in Winfried Orthmanns Untersuchungen zur späthethitischen Kunst (1971) besprochen, die Inschriften publizierte John David Hawkins in seinem Corpus of Hieroglyphic Luwian Inscriptions (2000). Einige erst in diesem Jahrtausend entdeckte erschienen in separaten Veröffentlichungen. Die jüngste Zusammenstellung der kompletten Gruppe lieferten 2016 Federico Manuelli und Lucia Mori. Nach einer Einteilung, die Hans Henning von der Osten bereits 1929 vornahm und die bis heute verwendet wird, werden sie in drei Stilgruppen (bei Orthmann Malatya I–III) eingeordnet.

## Entdeckung

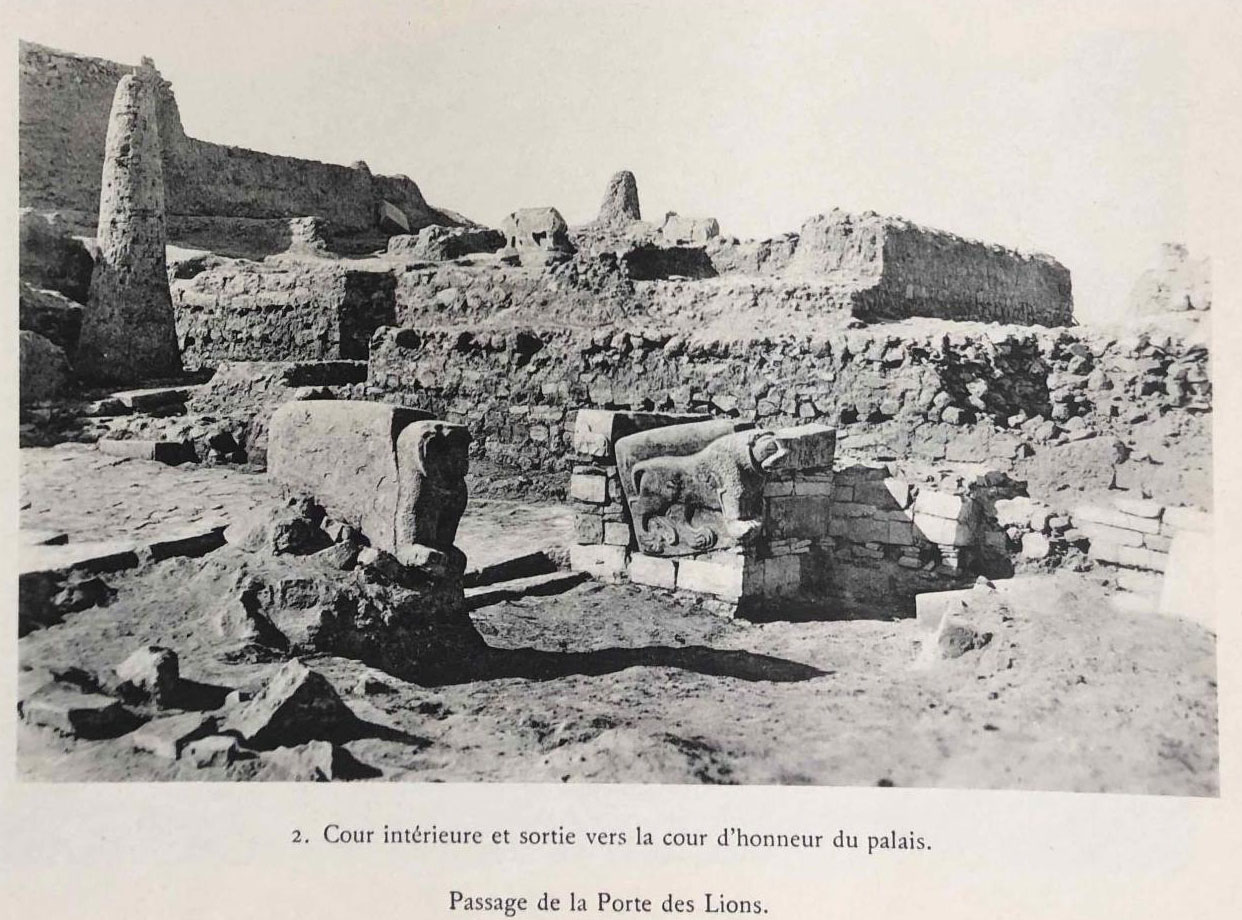
Löwentor während Delaportes Ausgrabungen

Als erster berichtete 1894 der britische Archäologe David George Hogarth von zwei bearbeiteten Steinen, die er in Malatya sah und von denen mindestens einer sicher vom Hügel Arslantepe stammte. Als nächster beschrieb 1911 der US-amerikanische Hethitologe Benson Brush Charles im Bericht der Cornell Expedition to Asia Minor der US-amerikanischen Cornell University vier Orthostaten, die er im Serail in Malatya sah, eine auf dem Hügel gefundene Löwenskulptur und ein Löwenrelief. Die britische Reisende und Archäologin Gertrude Bell brachte von ihren Reisen ebenfalls Photographien der Reliefs mit. Als der deutsche Vorderasiatische Archäologe Hans Henning von der Osten auf seiner Kleinasienreise im Auftrag des Oriental Institute at Chicago 1927–1928 sich einige Tage in Malatya aufhielt, lieferte er die erste topographische Karte des Hügels. Er untersuchte auch kurz den Fundort des von Olmstead gefundenen und in situ belassenen Löwen, wobei er einen Reliefstein und nach Hinweisen von Anwohnern weitere drei Orthostaten fand. In seinem 1929 veröffentlichten Bericht beschrieb er die bis dahin bekannten 15 Orthostaten und teilte sie nach stilistischen Gesichtspunkten in drei Gruppen ein. Damit war die Aufmerksamkeit der Wissenschaft, die bis zu diesem Zeitpunkt den Fundort vornehmlich der römischen Zeit zugeordnet hatte, auf den vorklassischen Aspekt der Fundstätte gerichtet. Infolgedessen unternahm der französische Archäologe Louis-Joseph Delaporte von 1932 bis 1938 die ersten archäologischen Ausgrabungen auf dem Hügel. Er konzentrierte seine Arbeiten auf den Nordostteil des Arslantepe um die Löwenfundstelle und brachte dort schließlich die unter der Bezeichnung Löwentor bekannte späthethitische Toranlage ans Licht. Aufgrund seiner Funde und der bisher bekannten Reliefs rekonstruierte er die gesamte Ikonographie der Anlage. Mit seinen Grabungen legte er sechs späthethitische und eine hethitische Schicht frei. Nach einer Unterbrechung während des Zweiten Weltkriegs setzte der französische Archäologe Claude Schaeffer die Arbeiten von 1949 bis 1951 fort, wobei er Suchgräben durch den Hügel treiben ließ, um Informationen über die Stratigraphie zu erhalten, und unter dem Löwentor eine ältere Toranlage entdeckte. Seine Ausgrabungen wurden nicht dokumentiert.
Mit den italienischen Ausgrabungen durch ein Team der Universität La Sapienza ab 1960, zunächst unter der Leitung von Salvatore M. Puglisi und Piero Meriggi, später von Alba Palmieri und schließlich bis heute von Marcella Frangipane, wurde zuerst die Grabungszone um die Toranlagen vergrößert. Die Arbeiten erstreckten sich bald auf den gesamten Hügel, wo unter anderem ein bedeutender vorgeschichtlicher Palast des 4. Jahrtausends v. Chr. freigelegt wurde. Der Bereich im Nordosten blieb dann für etwa 50 Jahre weitgehend unberührt, bis er ab 2008 erneut untersucht wurde. Die neuen Ausgrabungen haben vorrangig ein besseres Verständnis der Schichtenabfolge zum Ziel. Dennoch wurden 2010 auch dabei nochmals zwei Reliefsteine gefunden, später noch ein weiterer.

## Fundsituation

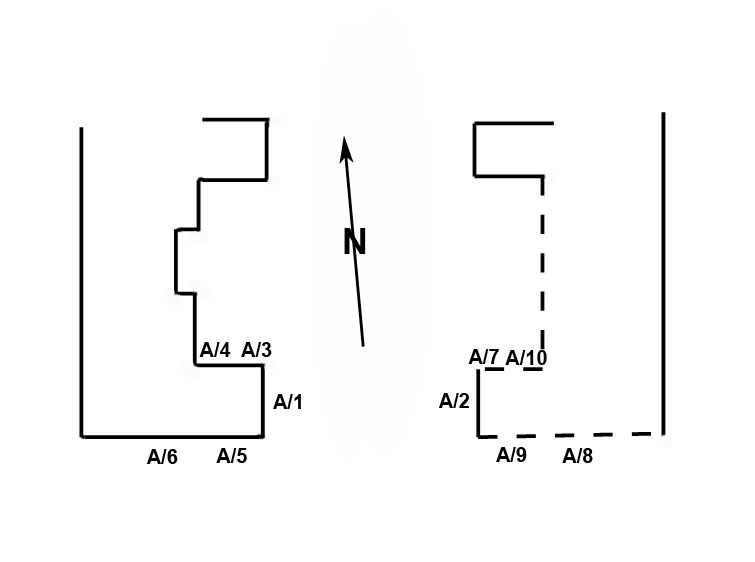
Grundriss des Löwentors (nach Orthmann)

Von den heute (2020) bekannten 26 Skulpturen stammen elf vom Löwentor, die Statue F3, die beiden Portallöwen D1 und D2 sowie die Orthostaten A1 bis A8. Die beiden Löwen sowie die Reliefs A1 bis A4 wurden in situ gefunden, die anderen in der Umgebung, aber auf dem Hügel. Weitere Funde aus dem Bereich der Hügeloberfläche sind A9, C5 und C6. Der Rest stammt größtenteils aus der Umgebung von Arslantepe, ein Orthostat (B2) wurde bei einem Kunsthändler in Harput erworben, zwei weitere (C4 und A10) kamen im Magazin des Museums in Malatya zu Tage.

## Stil
Hans Henning von der Osten, der 1929 die damals bekannten 15 Skulpturen beschrieb, teilte sie – ohne die Torlöwen und die Statue – in die Stilgruppen Malatya I–III ein. Die Einteilung wurde auch 1933 von Viktor Christian übernommen und 1971 von Winfried Orthmann, der sie auch auf andere Stelen und Felsbilder im Bereich des Königreichs Melid anwendete. Sie ist bis heute in Gebrauch.

### Orthostaten
Zur Gruppe Malatya I gehören die Orthostaten des Löwentors, A1 bis A9 (bei Orthmann A/3 bis A/11). Es sind flach gearbeitete Reliefs mit abgeschrägten Reliefkanten auf einem eingetieften, geglätteten Untergrund, die auch innerhalb der Figuren kaum Höhenunterschiede aufweisen. Auch Gliedmaßen und Bärte sind meist nicht durch Höhenabstufungen, sondern nur durch Einschnitte gezeichnet. Die Figuren wirken sehr steif und stehen voneinander isoliert ohne erkennbaren Bezug zueinander. Durch fehlende Abstufungen an den Gelenken wirken die Gliedmaßen etwas kraftlos. Die Figuren stehen ohne Standlinie in einer Ebene, die im Allgemeinen der Unterkante des Steins entspricht. Die Stele E1 (Orthmann B/4) aus der Umgebung des Hügels und das im Stadtgebiet von Malatya gefundene Stelenfragment E2 (D/1) werden trotz geringer Abweichungen bei der Löwenmähne und dem Bart ebenfalls zur Stilgruppe Malatya I gerechnet.
Bei Malatya II ist ebenfalls der Hintergrund eingetieft, allerdings gibt es einen stehengebliebenen Rand, der oben breiter und mit Inschriften gefüllt ist. Die Reliefs sind ebenso flach und ohne Abstufungen wie bei Malatya I, was hier noch deutlicher ins Auge fällt, da die Figuren und Formen sich teilweise überschneiden. Dies ist gut zu erkennen bei der gestaffelt stehenden Wagenbesatzung der Bilder B1 und B2, die nicht durch Abstufungen unterschieden sind, sondern nur durch Einschnitte getrennt sind. Gleiches gilt für die Beine der Pferde. Dabei wird aber auch klar, dass hier im Gegensatz zu Malatya I die Abgebildeten eine zusammengehörige Gruppe darstellen, die sich berühren und überschneiden. Die Gestalten sind nicht mehr statisch, sondern in Bewegung. Außer den beiden Jagdszenen B1 und B2 (Orthmann B/1 und B/2) wird das Fragment B3 (B/3) zu dieser Gruppe gerechnet.
Zur Gruppe Malatya III werden die Reliefs C1a bis C1c, C2 und mit Einschränkungen C3 gerechnet. Hier ist in den Körpern eine leichte Modellierung vor allem bei den Gliedmaßen zu erkennen. Die Bildfläche ist, den Figuren angepasst, im Unterschied zu den ersten beiden Gruppen ein Hochformat. Die Figuren, sowohl der Gott als auch die Mischwesen und die Stiere, wirken dynamischer. Überschneidungen der Arme verleiht den Gestalten etwas Tiefe. Die Haltung der beiden Löwenmenschen auf Block C3 ist dagegen statisch und erinnert damit eher an Gruppe Malatya I, weshalb die Zuordnung dieses Stücks umstritten ist. Die Orthostaten dieser Gruppe weisen keine Inschriften auf.

### Rundplastiken

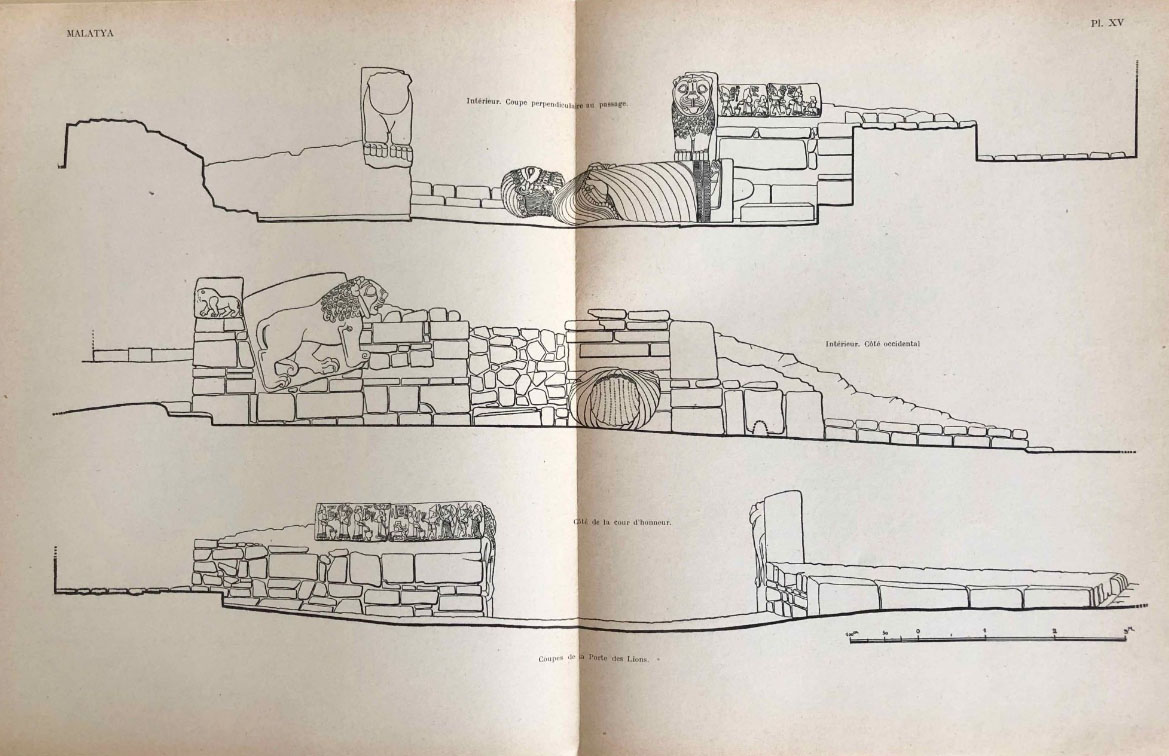
Fundlage der Statue im Bereich des Löwentors (Zeichnung Delaporte)

Die beiden Portallöwen zeigen in der Haltung deutliche Ähnlichkeiten mit den Löwen auf A3b und A7b (Orthmann A/5b und A/9a). In den Proportionen sowie in Details von Krallen und Mähne ähneln sie dagegen dem verwundeten Tier von B1 (B/1), sodass sie zwischen Gruppe I und II einzuordnen sind. Die Statue F3 (A/12) ist besonders in der Gestaltung der Oberflächen, der Haare und des Gesichts nicht mit den recht flachen Darstellungen der Reliefs zu vergleichen. Sie kann keiner Stilgruppe zugeordnet werden und ist sicherlich jünger als die Orthostaten. Die Statuenköpfe Fi und F2 (C/4, C/5) sind in der Formgebung ähnlich der Gruppe I, aber in den Details etwas fortgeschrittener.

### Zeitliche Einordnung der Stilgruppen
Über die zeitliche Einordnung der Gruppen I und II herrscht in der Forschung keine Einigkeit. Christian hielt Gruppe II mit den Jagdszenen für älter, worin sich ihm Helmuth Theodor Bossert anschloss. Ekrem Akurgal und andere halten dagegen – begründet auf Vergleiche mit Werken aus hethitischer Großreichszeit – Gruppe I für die ältere. Allgemeine Übereinstimmung besteht darüber, dass Gruppe III die älteste ist. Diese wird von Orthmann in die Periode Späthethitsch IIIa eingeordnet, was etwa dem frühen 8. Jahrhundert v. Chr. entspricht. Die Orthostaten der Gruppen I und II können dagegen aufgrund der Inschriften wesentlich früher datiert werden. In acht der Inschriften wird ein König PUGNUS-mili erwähnt. Mindestens zwei Könige dieses Namens sind bekannt, der Vater des Autors der Inschriften von Gürün, Kötükale und İspekçür, Sohn von Kuzi-Teššub, sowie der Errichter der Stele von Darende, der Sohn des Arnuwantis. Beide regierten zwischen dem 12. und 10. Jahrhundert v. Chr. Selbst wenn der Herrscher der Arslantepe-Inschriften mit keinem von beiden identisch ist, können diese aufgrund von Ähnlichkeiten mit den erwähnten Inschriften auch in diese Zeit datiert werden. Auch der in der Inschrift auf B1 und D2 (Orthmann B/1 und A/2, Hawkins MALATYA 1 und 4) erwähnte Halpasulupis herrschte etwa zur gleichen Zeit.
Die Statue F3 (A/12) ist stilistisch eindeutig noch später als die Gruppe III anzusiedeln, Orthmann gibt Späthethitisch IIIb an, was dem späten 8. Jahrhundert v. Chr. entspricht. Dazu würde die von Benno Landsberger vorgeschlagene Identifizierung des Dargestellten mit Mutallu von Kummuḫ passen, der Ende des 8. Jahrhunderts v. Chr. vom assyrischen König Sargon II. als Herrscher von Melid eingesetzt wurde.

## Die Skulpturen
Manuelli und Mori bezeichnen die Skulpturen mit Buchstaben und Zahlen von A1 bis F3, Orthmann verwendet die Bezeichnungen Malatya A/1 bis D/1 und Hawkins benennt die Inschriften MALATYA 1 bis 14. 
Einige Felder sind sortierbar durch Klick auf die Pfeilsymbole in der Überschrift.

| Bild         | Nummer Manuelli/Mori | Nummer Orthmann | Nummer Hawkins | Urspr. Standort                              | Fundstelle                                                | Verbleib                     | Maße in cm (B × H × T) | Stilgr.                | Beschreibung | Inschrift |
| ------------ | -------------------- | --------------- | -------------- | -------------------------------------------- | --------------------------------------------------------- | ---------------------------- | ---------------------- | ---------------------- | --- | --- |
| Malatya A/3  | A1                   | A/3             | 9              | Löwentor siehe Plan                          | in situ                                                   | Museum Ankara                | 61 × 36                | Mal. I                 | Links ein bärtiger Gott mit langem Pferdeschwanz, bekleidet mit Schurz, gegürteter Tunika und Hörnermütze, im Gürtel ein Schwert und in der rechten, nach hinten gehaltenen Hand eine Keule und einen dreizackigen Gegenstand (Blitzbündel?) in der vorgestreckten linken. In der Mitte ihm gegenüberstehend ein langhaariger, ebenfalls bärtiger Mann in einer langen, gefransten Robe und mit einer spitzen Mütze. Mit der Rechten libiert er aus einem Krug in ein auf dem Boden stehendes zweihenkliges Gefäß, die Linke hält einen Lituus. Hinter ihm steht ein kleinerer Bediensteter, der eine Ziege hält. | Vor dem Oberkörper des Gottes eine linksläufige Inschrift im Hochrelief, die in einer eingravierten Inschrift darunter wiederholt wird, wobei die zweite den Körper überspringt. Hinter dem Mann, über dem Bediensteten ein rechtsläufiger Text im Relief, der ebenfalls eingraviert wiederholt wird, erweitert um zwei Zeichen: Wettergott der Stadt POCULUM-Ia PUGNUS-mili, mächtiger (?) König |
| Malatya A/4  | A2                   | A/4             | 10             | Löwentor siehe Plan                          | in situ                                                   | Museum Ankara                | 80 × 42                | Mal. I                 | Ähnlich A1, der Gott hält in der vorgestreckten linken Hand statt des dreizackigen Objekts zwei Zeichen der Inschrift, der Diener hält einen Stier anstelle der Ziege. | Entsprechend A1: Wettergott der Stadt Malizi [Melid] PUGNUS-mili, mächtiger (?) König |
| Malatya A/5a | A3a                  | A/5a            | 11             | Löwentor Eckstein siehe Plan                 | in situ                                                   | Museum Ankara                | 126 × 47               | Mal. I                 | Links ein libierender Mann ähnlich dem von A1 und A2, aber ohne Lituus, stattdessen die Hand zum Gruß erhoben. Hinter ihm ein kleiner Diener mit einem Stier. Ihm gegenüber eine Prozession von vier Gottheiten. Der erste Gott gleicht dem von A1. Ihm folgt eine zweiflügelige Göttin mit langer Robe, die vorn das Knie freilässt, und einem Hammer/Doppelaxt in der rechten Hand. Der folgende Gott gleicht dem ersten, hält aber einen Speer in der rechten und eine Keule in der linken Hand. Die abschließende Göttin gleicht bis auf die Flügel der ersten, trägt aber keine Kopfbedeckung und hält rechts einen Hammer/Doppelaxt und links eine Axt. | Hinter dem Herrscher und über dem Bediensteten Inschrift im Hochrelief: PUGNUS-mili, mächtiger (?) König |
| Malatya A/5b | A3b                  | A/5b            |                | Löwentor Eckstein siehe Plan                 | in situ                                                   | Museum Ankara                | Schmalseite von A3a    | Mal. I                 | nach links schreitender Löwe | keine |
| Malatya A/6  | A4                   | A/6             | 12             | Löwentor siehe Plan                          | in situ                                                   | Museum Ankara                | 103 × 46               | Mal. I                 | Zwei Gruppen: Linke Gruppe links ein libierender König ähnlich A3a, ihm gegenüber bärtiger, zweiflügliger Gott mit gehörntem Spitzhut, darüber eine liegende Mondsichel. Er trägt ein langes Gewand mit Fransen und hält links eine Keule und rechts ein dreizackiges Objekt. Rechte Gruppe links ein ähnlicher König, aber ohne Mütze und Bart. Ihm gegenüber ein ebenfalls bart- und hutloser Gott in langem gefransten Gewand mit dreizackigem Gegenstand in der Rechten und Lituus in der Linken. Über seinem Kopf eine geflügelte Sonnenscheibe. Durch den Körper des rechten Königs verläuft von oben nach unten eine Bruchstelle. | Jeweils zwischen König und Gott, wobei die Mondsichel und die Flügelsonne auch als Hieroglyphenzeichen den jeweiligen Gott benennen: PUGNUS-mili: (Mondgott): PUGNUS-mili: (Sonnengott) |
| Malatya A/7  | A5                   | A/7             | 6              | Löwentor (rekonstruiert) siehe Plan          | Hügel, genaueres unbekannt                                | Museum Ankara                | 81 × 46                | Mal. I                 | Links eine weibliche Gestalt mit Polos, Schleier und langer Robe, die linke Hand erhoben, mit der rechten libiert sie aus einem Krug in ein auf dem Boden stehendes, zweihenkliges Gefäß. Hinter ihr ein Diener, der eine Ziege hält. Gegenüber eine zweiflügelige Göttin mit langem Gewand, das ein Knie freilässt, und spitzer Hörnermütze. Die linke Hand hält eine Axt auf der Schulter, der Gegenstand in der rechten Hand ist weggebrochen. Die Göttin steht auf zwei Vögeln. | Hinter der Opfernden und vor der Göttin, dort Teile weggebrochen: Tuwatis, die Prinzessin: Sauska |
| Malatya A/8  | A6                   | A/8             |                | Löwentor (rekonstruiert) siehe Plan          | Hügel, genaueres unbekannt                                | Museum Ankara                | 158 × 43               | Mal. I                 | Links zwei Götter mit gehörntem Spitzhut und Speer, der linke hält die Waffe senkrecht vor sich, der rechte sticht damit nach schräg unten zu. Im größeren rechten Teil ein in Spiralen gewundenes Schlangenungeheuer. Vermutlich handelt es sich um den Kampf des Wettergottes mit dem Dämon Illuyanka, wobei links der Gott, hier in der Form des hurritischen Teššub, zweimal in verschiedenen Phasen abgebildet ist. | keine |
| Malatya A/9a | A7a                  | A/9a            |                | Löwentor Eckstein (rekonstruiert) siehe Plan | Hügel, genaueres unbekannt                                | Museum Ankara                | Schmalseite von A7b    | Mal. I                 | nach rechts schreitender Löwe | keine |
| Malatya A/9b | A7b                  | A/9b            | 5              | Löwentor Eckstein (rekonstruiert) siehe Plan | Hügel, genaueres unbekannt                                | Museum Ankara                | 53 × 45                | Mal. I                 | Links ein bartloser Gott auf einem Hirsch mit gegürteter Tunika und spitzer Hörnermütze, in der Rechten einen Bogen über der Schulter, in der Linken einen dreizackigen Gegenstand und die Zügel des Hirsches. In der Mitte, ihm zugewandt, ein bartloser und barhäuptiger Mann in langem, gefransten Gewand, der aus einem Krug auf den Boden libiert, in der linken Hand einen Lituus. Ihm folgt ein kleiner, ebenfalls bartloser Diener ohne Kopfbedeckung, der eine Ziege führt. | Über dem Kopf des Hirsches eine linksläufige Inschrift im Relief und vor dem Mann (Relief) und über seinem Kopf (eingraviert) ein rechtsläufiger Text: Der Gott Patara (?) der König PUGNUS-mili, mächtiger (?) König |
| Malatya A/10 | A8                   | A/10            | 7              | Löwentor (rekonstruiert) siehe Plan          | Hügel, genaueres unbekannt                                | Museum Ankara                | 56 × 49                | Mal. I                 | Links ein bartloser, barhäuptiger Mann in langer Robe mit Fransen, der die linke Hand erhoben hat und mit der rechten aus einem Krug in ein zweihenkliges, auf dem Boden stehendes Gefäß libiert. Ihm gegenüber ein Gott mit gleichem Gewand, der auf einem liegenden Löwen mit erhobenem Schwanz steht. Er hält rechts ein dreizackiges Objekt und links einen Lituus. | Vor dem Gott (rechtsläufig) und vor dem König (linksläufig): PUGNUS-mili: der Gott Sarumma, Bergkönig |
| Malatya A/11 | A9                   | A/11            | 8              | unbekannt, vermutl. nördl. Löwentor          | Hügel, genaueres unbekannt                                | Museum Ankara                | 192 × 81               | Mal. I                 | Links ein bärtiger Gott mit gehörnter Spitzmütze auf einem zweirädrigen, vogelförmigen Wagen, der von zwei Stieren gezogen wird. Er trägt eine kurze, gegürtete Tunika, am Gürtel ein gebogenes Schwert, in der rechten, nach hinten erhobenen Hand einen gebogenen Gegenstand. Vor ihm steht ein ähnlicher Gott ohne Wagen, wahrscheinlich derselbe nach der Ankunft, mit einem dreizackigen Gegenstand in der linken Hand. Rechts davon, ihm zugewandt, ein Mann in langer gefranster Robe mit Lituus, der aus einem Krug libiert. Hinter diesem ein kleinerer Diener mit einem Stier. | Zwischen den Göttergestalten über den Zugstieren und hinter dem König über dem Diener: Wettergott: PUGNUS-mili, mächtiger (?) König |
|              | A10                  |                 |                | unbekannt                                    | unbekannt, gefunden im Lager des Museums Malatya          | Malatya Museum Lager         | unbekannt              | Mal. I                 | Kopie des Dieners in A9 | PUGNUS-mili, mächtiger (?) König |
| Malatya B/1  | B1                   | B/1             | 1              | unbekannt                                    | Hügel, genaueres unbekannt                                | Museum Ankara                | 123 × 55 × 30          | Mal. II                | Links zwei Männer auf einem zweirädrigen, von einem Pferd gezogenen Streitwagen, der linke mit gespanntem Bogen, der andere hält die Zügel. Zwischen den Beinen des Pferdes läuft ein Hund. Rechts ein sich aufbäumender Löwe mit einem Pfeil im Rücken, der den Oberkörper seinen Angreifern zudreht. | Oben in einem abgetrennten Feld und bustrophedon fortgesetzt über den Rücken des Pferdes und des Löwen: These thootings (are) of Halpasulupis, grandson of Taras(?) the Hero, the lord of the city Malizi son of Wasu(?)-runtiyas(?), the K{ing(?). |
| Malatya B/2  | B2                   | B/2             | 3              | unbekannt                                    | unbekannt, vom Louvre bei Kunsthändler in Harput erworben | Museum Ankara, früher Louvre | 77 × 42 × 16           | Mal. II                | Jagdszene sehr ähnlich wie in B1, das gejagte Tier ist hier ein Hirsch, der nach rechts flieht. Seine Hinterbeine überkreuzen sich mit den Vorderbeinen des Pferdes. | Linksläufig in abgetrenntem Bereich über der Szene: These shootings (are) of Maritis, Suwarimis son, …(?). |
| Malatya B/3  | B3                   | B/3             | 2              | unbekannt                                    | unbekannt, Umgebung                                       | Museum Ankara                | 61 × 50                | Mal. II                | Fragment. Zwei Personen sitzen einander gegenüber an einem Tisch mit gekreuzten Beinen. Links ein bartloser Mann in langem Gewand auf einem Stuhl mit hoher Lehne, die Füße auf einem Hocker, er hält rechts einen Lituus und links eine Tasse. Rechts eine Frau auf einem Stuhl, auf dem Kopf einen Polos mit Schleier. Durch eine Bruchstelle sind weitere Details unklar. Rechts der Speiseszene der Anfang einer Jagdszene wie in B1 und B2, erhalten ist der Bogenschütze. | Bruchstücke, wohl von zwei Texten, erhalten über der Frau und der Jagdszene: Gut! Dies (ist) Zitis, dies ist Lu… Dies… |
| Malatya C/1a | C1a                  | C/1a            |                | unbekannt                                    | Garten in der Nähe des Hügels                             | Museum Ankara                | 53 × 70                | Mal. III               | Vorderseite eines dreiseitig bearbeiteten Blocks, dargestellt ist auf einer schmalen Sockelleiste ein nach links gewandtes bärtiges, menschenköpfiges Mischwesen mit zwei Flügeln und einem verzierten Polos auf dem Kopf. Es hält in der erhobenen rechten Hand ein Aspergillum, in der linken einen herabhängenden Zweig. | keine |
| Malatya C/1b | C1b                  | C/1b            |                | unbekannt                                    | Garten in der Nähe des Hügels                             | Museum Ankara                | 38 × 70                | Mal. III               | Linke Seite eines dreiseitig bearbeiteten Blocks. Abgebildet ist, auf einer schmalen Sockelleiste, ein nach rechts gewandter Wettergott mit Schurz und Göttermütze, in der linken, nach hinten erhobenen Hand eine Streitaxt, in der rechten, vorne erhobenen ein Blitzbündel. | keine |
| Malatya C/1c | C1c                  | C/1c            |                | unbekannt                                    | Garten in der Nähe des Hügels                             | Museum Ankara                | 47 × 70                | Mal. III               | Rechte Seite eines dreiseitig bearbeiteten Blocks. Dargestellt ist ein auf Bergen stehender, nach links gewandter Stier. | keine |
| Malatya C/2  | C2                   | C/2             |                | unbekannt                                    | Umgebung, genaueres unbekannt                             | Museum Ankara                | 42 × 74                | Mal. III               | Geflügeltes Mischwesen mit Aspergillum und Zweig, ähnlich C1a, aber nach rechts gewandt | keine |
| Malatya C/3  | C3                   | C/3             |                | unbekannt                                    | Umgebung, genaueres unbekannt                             | Museum Ankara                | 100 × 70               | Mal. III               | Zwei antithetische (einander gegenüberstehende) Mischwesen mit menschlichem Körper und Löwenkopf, bekleidet mit Schurz, im Gürtel ein Schwert, eine vorgestreckte Hand hält ein Blitzbündel, die andere links eine Keule und rechts ein Krummholz über der Schulter. Dazwischen eine Pflanze. | keine |
| Malatya C4   | C4                   |                 |                | unbekannt                                    | Umgebung, genaueres unbekannt                             | Museum Malatya               | 52 × 68 × 30           | Mal. III               | Nach links gewandtes Mischwesen wie C1a | keine |
| Malatya C5   | C5                   |                 |                | Nähe Löwentor                                | Nähe Löwentor                                             | Museum Malatya               | 52 × 66 × 32           | Mal. III               | Nach rechts gewandtes Mischwesen wie C2 | keine |
| Malatya C6   | C6                   |                 |                | Nähe Löwentor                                | Nähe Löwentor                                             | Museum Malatya               | 52 × 68 × 37           | Mal. III               | Zwei antithetische Mischwesen wie C3, allerdings mit Vogelköpfen | keine |
| Malatya A/1  | D1                   | A/1             |                | Löwentor (siehe Plan)                        | in situ                                                   | Museum Ankara                | 143 × 119              | Mal. I/II              | Nach rechts gewandter stehender Löwe, Seitenansicht im Relief, Kopf und Vorderpfoten als Rundplastik. Hinterbeine mit Muskeln leicht modelliert, Einzelheiten durch Absätze hervorgehoben, Krallen und Mähne durch Einschnitte gezeichnet. Das rechte Hinterbein geht nach vorn, die Vorderpfoten stehen nebeneinander, der Schwanz hängt hinten grade herab. Die Haltung ist sehr ähnlich zu A3b und A7b, aber auch Ähnlichkeiten mit dem gejagten Tier in B1, deshalb Einordnung zwischen den Stilgruppen Malatya I und II. | keine |
| Malatya A/2  | D2                   | A/2             | 4              | Löwentor (siehe Plan)                        | wahrscheinlich in situ                                    | Museum Ankara                | 180 × 124              | Mal. I/II              | Nach links gewandter stehender Löwe, in Einzelheiten und Darstellung nahezu identisch mit D1. Der Schwanz ist hier zwischen die Hinterbeine geschlagen. | Über dem Hinterteil des Löwen, linksläufig, eingraviert: Halpasulupis, mächtiger (?) König |
| Malatya B/4  | E1                   | B/4             | 13             | unbekannt                                    | Hügel, genaueres unbekannt                                | Museum Ankara                | 90 × 130               | Mal. I/III             | Links ein auf einem liegenden Löwen stehender, nach rechts gewandter Gott, bekleidet mit gegürteter und gesäumter Tunika, Schnabelschuhen und einem Spitzhut mit drei Hörnern. Im Gürtel steckt ein gekrümmtes Schwert mit Halbmondgriff. Die nach hinten erhobene rechte Hand hält einen nach unten gerichteten Speer, die linke vorn ein dreizackiges Objekt. Der Gott hat einen Bart und einen langen Pferdeschwanz. Ihm gegenüber sitzt eine Göttin auf einem Stuhl mit gekreuzten Beinen und hoher Lehne. Sie trägt über dem gelockten Haar, das auf die Schultern herabfällt, einen hohen Polos mit Schleier sowie ein langes, gefaltetes und gefranstes Gewand. Die linke Hand hält sie vor dem Körper, die rechte hält einen Spiegel. Die Füße stehen auf einem Schemel, der mitsamt dem Stuhl auf einem Hirsch steht. Über den Figuren ist eine geflügelte Sonnenscheibe zu sehen, darüber ein ovales Objekt, das sicherlich die Hieroglyphe DEUS für Gott darstellt. | Linke Schmalseite: Dies (?) (ist) der Hirschgott Karhuhas… Rechte Schmalseite: Kubaba: aber diese Gottheit… Vorderseite (Spuren unter den Figuren): […] errichtete [dieses Monument (?)] |
|              | E2                   | D/1             | 14             | unbekannt                                    | Stadtgebiet Malatya                                       | Museum Malatya Lager         | 45 × 60 × 20           | Mal. I                 | Oberteil einer Stele, oberer Abschluss verloren. Vorderseite Oberkörper eines bartlosen Gottes mit hinten lockig herabfallendem Haar. Tunika bis zum Gürtel erhalten. Die rechte Hand hält auf der Schulter eine Keule, die linke ist nach vorn erhoben. Über dem Gott eine geflügelte Sonnenscheibe, darüber Reste des abgebrochenen Zeichens für Sonne[ngott], der obere Rand fehlt. Auf der rechten Schmalseite unten Kopf und erhobene Hand eines bartlosen Mannes, darüber Inschrift. | Vorderseite: Sonnengott Rechte Seite: mächtiger (?) König PUGNUS-mili |
|              | F1                   | C/4             |                | unbekannt                                    | Acker nordöstlich des Hügels                              | Museum Ankara                | etwa lebensgroß        | ?                      | Kopf einer Statue, schlecht erhalten, Haare und Bart flach modelliert, Gesichtszüge fast verloren, Augen leicht eingetieft. | keine |
|              | F2                   | C/5             |                | unbekannt                                    | Acker nahe dem Hügel                                      | Museum Malatya Lager         | Höhe 42                | ?                      | Kopf einer Statue, etwas besser erhalten, Haare und Bart flach modelliert, Gesichtszüge ebenfalls nur wenig eingetieft, Ohren in Volutenform aufgesetzt. | keine |
| Malatya A/12 | F3                   | A/12            |                | im Bereich des Löwentors                     | liegend im Löwentor (siehe Bild oben)                     | Museum Ankara                | Höhe 380               | ? später als Mal. I–II | Statue eines Königs. Der König trägt einen Umhang über einem langen Gewand, dessen Fall und die Falten deutlich modelliert sind. Er hält in der vorgestreckten rechten Hand ein Gefäß, die linke hält vor dem Körper einen Zipfel des Umhangs. Bart und die von einem Diadem zusammengehaltenen Haare mit einer Locke im Nacken weisen deutlich assyrische Einflüsse auf. Auch das Gesicht zeigt eine sorgfältige Darstellung der Einzelheiten in Eintiefungen und Vorsprüngen. Die Art der Gestaltung ordnet die Statue eindeutig in spätere Zeit als die Orthostaten ein. Benno Landsberger schlägt auf Grund von Ähnlichkeiten mit einem Relief aus Sakçagözü eine Identifizierung mit Mutallu von Kummuḫ vor, der im späten 8. Jahrhundert v. Chr. im assyrischen Auftrag in Melid (Arslantepe) herrschte. | keine |